# Австралия (континент)
 Тази статия е за континента.  За държавата вижте Австралия.  
Австралия е най-малкият континент на Земята и единственият географски обект т.нар. континент държава. Площта му е 7 700 000 km². Разположен е изцяло в южното и източно полукълбо. Пресича се от Тропика на Козирога. Крайни географски точки са: на юг – Южен нос, на север – нос Йорк, на изток – нос Байрън, на запад – нос Стийп Пойнт. На юг и запад континентът граничи с Индийския океан, на север – с Тиморско и Арафурско море, а на изток – с Тихия океан (Тасманово море и Коралово море).

## География
Австралия е единственият континент на Земята, в който няма действащи вулкани и в чиято история липсва ледников период. От 300 млн. години тя е стабилна суша без сериозни земетресения.
Преди 65 млн. години Австралия се отделя от древния континент Гондвана. Това е причина за обособяването на своеобразна континентална зоогеографска и флористка област, с уникални видове, някои от които не се срещат на други места на Земята. Най-известни сред животните са кенгуру, коала, птицечовка, ехидна и др.
Най-високата планина е Голямата вододелна планина (връх Косцюшко – 2230 м) и дължина над 3500 км, която се простира от север на юг през цялото Източно крайбрежие на Австралия. Макар и невисока, тази планинска верига образува т.нар. валежна сянка, причина за образуването на пустинни и полупустинни области от другата страна на планината. Западната част от континета е заета от обширното Западноавстралийско плато, заемащо около 2/3 от континета. То се дели на по-малки плата и планински образувания и като цяло е безводна и пустинна област, без постоянни реки. Тук се намират пустините Виктория, Гибсън, Голяма пясъчна пустиня, Танами и др.
Към континента Австралия спада също и остров Тасмания.

## Население
Коренното население на континента са аборигените, заселили се почти навсякъде преди 40 хил. години. Препитавали се чрез риболов, лов и събиране на корени и диви плодове.
Населението на Австралия е около 20 млн. души. Само 2% от него са аборигени, като повечето са от смесен произход. Официалният език е английският, а валутата – австралийски долар. Населението основно изповядва християнство (протестанти и католици), като на места се срещат и местни вярвания.
От 1788 г. до 1853 г. там са били заточени около 160 хиляди британски затворници. Първото построено селище е Сидни, който е най-големият град в страната. През 1851 г. в щата Виктория е открито злато и това дава началото на „златната треска“, която привлича над 15 хил. златотърсачи от всички краища на света.